# アレックス・レイエス
アレクサンダー・レイエス（Alexander Reyes, 1994年8月29日 - ）は、アメリカ合衆国ニュージャージー州エリザベス出身のプロ野球選手（投手）。フリーエージェント(FA)。右投右打。

## 経歴

### プロ入り前
高校時代の途中までアメリカ合衆国で暮らしていたが、2011年12月にドミニカ共和国へ移住。

### プロ入りとカージナルス時代
2012年にセントルイス・カージナルスと契約してプロ入り。
2013年に傘下のアパラチアンリーグのルーキー級ジョンソンシティ・カージナルスでプロデビュー。12試合に先発登板して6勝4敗、防御率3.39、68奪三振を記録した。
2014年はA級ピオリア・チーフスでプレーし、21試合に先発登板して7勝7敗、防御率3.68、137奪三振を記録した。
2015年はシーズン前にベースボール・アメリカからカージナルスの組織内のベストプロスペクト（最有望株選手）に選ばれている。シーズンではルーキー級ガルフ・コーストリーグ・カージナルス、A+級パームビーチ・カージナルス、AA級スプリングフィールド・カージナルスでプレーし、3球団合計で22試合に先発登板して5勝7敗、防御率2.49、151奪三振を記録した。7月にはオールスター・フューチャーズゲームに選出されている（ただし、故障のため辞退している。）。オフにはアリゾナ・フォールリーグに参加し、サプライズ・サグアロスに所属した。オフの11月9日にマリファナ使用が発覚し、50試合の出場停止処分を受けた。
2016年はシーズン前にベースボール・アメリカから2年連続でカージナルスの組織内のベストプロスペクトに選ばれている。シーズンでは前年の出場停止処分が開幕から適用されたため、初登板は5月下旬となった。AAA級メンフィス・レッドバーズでは14試合に先発登板して2勝3敗、防御率4.96、93奪三振を記録した。7月にはオールスター・フューチャーズゲームに2年連続で選出。8月9日にメジャー契約を結んでアクティブ・ロースター入りし、同日のシンシナティ・レッズ戦でメジャーデビュー。8月13日のシカゴ・カブス戦で初勝利、19日のフィラデルフィア・フィリーズ戦では初セーブを挙げた。この年メジャーでは12試合（先発5試合）に登板して4勝1敗、防御率1.57、52奪三振を記録した。
2017年はシーズン開幕前にMLB.comが発表したプロスペクトランキングでは6位だった。2月8日に指名投手枠で第4回WBCのドミニカ共和国代表に選出された。だが、2月15日にトミー・ジョン手術を受けることが発表され、シーズン全休となる見込み。また、前述のドミニカ共和国代表も辞退することになった。
2018年5月9日にマイナーリーグで実戦復帰し、4試合（23投球回）で無失点と順調だったが、5月30日のメジャー復帰戦で4回無失点のところで広背筋に違和感を訴えて降板した。検査の結果、広背筋右側に結合する靭帯の損傷が判明し、6月6日に手術を受けてシーズン終了となった。
2021年は抑えに抜擢された。7月4日に自身初となるオールスターゲームに選出された。7月13日に開催されたオールスターゲームでは8回表1死に8番手として登板し、オールスターゲーム初出場を果たした。レイズのジョーイ・ウェンドルに安打を記録されたが、無失点に抑えた。7月18日の試合でセーブ失敗なしでの通算セーブ数が24となり、ラトロイ・ホーキンスの持つMLB記録を更新した。

### ドジャース時代
2023年からはロサンゼルス・ドジャースに移籍したものの、怪我の影響で登板することはなかった。
オフの11月6日に契約延長オプションを破棄して、フリーエージェント(FA)となった。

## 投球スタイル
最速102.1mph（約164.3km/h）・平均96.5mph（約155km/h）の速球（フォーシーム、ツーシーム）を武器とするパワーピッチャーで、平均88mph（約142km/h）のチェンジアップ、平均80mph（約129km/h）のカーブも高評価を受けている。

## 詳細情報

### 年度別投手成績
| 年 度    | 球 団    | 登 板 | 先 発 | 完 投 | 完 封 | 無 四 球 | 勝 利 | 敗 戦 | セ 丨 ブ | ホ 丨 ル ド | 勝 率 | 打 者 | 投 球 回 | 被 安 打 | 被 本 塁 打 | 与 四 球 | 敬 遠 | 与 死 球 | 奪 三 振 | 暴 投 | ボ 丨 ク | 失 点 | 自 責 点 | 防 御 率 | W H I P |
| -------- | -------- | ----- | ----- | ----- | ----- | -------- | ----- | ----- | -------- | ----------- | ----- | ----- | -------- | -------- | ----------- | -------- | ----- | -------- | -------- | ----- | -------- | ----- | -------- | -------- | ------- |
| 2016     | STL      | 12    | 5     | 0     | 0     | 0        | 4     | 1     | 1        | 1           | .800  | 189   | 46.0     | 33       | 1           | 23       | 1     | 0        | 52       | 3     | 1        | 8     | 8        | 1.57     | 1.22    |
| 2018     | STL      | 1     | 1     | 0     | 0     | 0        | 0     | 0     | 0        | 0           | ----  | 15    | 4.0      | 3        | 0           | 2        | 0     | 1        | 2        | 0     | 0        | 0     | 0        | 0.00     | 1.25    |
| 2019     | STL      | 4     | 0     | 0     | 0     | 0        | 0     | 1     | 0        | 2           | .000  | 17    | 3.0      | 2        | 1           | 6        | 0     | 0        | 1        | 1     | 0        | 5     | 5        | 15.00    | 2.67    |
| 2020     | STL      | 15    | 1     | 0     | 0     | 0        | 2     | 1     | 1        | 3           | .667  | 86    | 19.2     | 14       | 1           | 14       | 1     | 0        | 27       | 2     | 0        | 10    | 7        | 3.20     | 1.42    |
| 2021     | STL      | 69    | 0     | 0     | 0     | 0        | 10    | 8     | 29       | 3           | .556  | 317   | 72.1     | 46       | 9           | 52       | 1     | 2        | 95       | 10    | 1        | 32    | 26       | 3.24     | 1.36    |
| MLB：5年 | MLB：5年 | 101   | 7     | 0     | 0     | 0        | 16    | 11    | 31       | 9           | .593  | 624   | 145.0    | 98       | 12          | 97       | 3     | 3        | 177      | 16    | 2        | 55    | 46       | 2.86     | 1.35    |

- 2023年度シーズン終了時

### 年度別守備成績
| 年 度 | 球 団 | 投手（P） | 投手（P） | 投手（P） | 投手（P） | 投手（P） | 投手（P） |
| 年 度 | 球 団 | 試 合     | 刺 殺     | 補 殺     | 失 策     | 併 殺     | 守 備 率  |
| ----- | ----- | --------- | --------- | --------- | --------- | --------- | --------- |
| 2016  | STL   | 12        | 0         | 4         | 2         | 0         | .667      |
| 2018  | STL   | 1         | 0         | 1         | 0         | 0         | 1.000     |
| 2019  | STL   | 4         | 0         | 0         | 0         | 0         | ----      |
| 2020  | STL   | 15        | 3         | 1         | 0         | 0         | 1.000     |
| 2021  | STL   | 69        | 4         | 7         | 2         | 1         | .846      |
| MLB   | MLB   | 101       | 7         | 13        | 4         | 1         | .833      |

- 2023年度シーズン終了時

### 記録
MiLB
- オールスター・フューチャーズゲーム選出：2回（2015年 - 2016年）

MLB
- MLBオールスターゲーム選出：1回（2021年）
- 失敗なしでの通算セーブ数：24（継続中）[14]

### 背番号
- 61（2016年）
- 29（2018年 - ）